# Baden
Baden ou, em português, Bade é um estado histórico a sudoeste da Alemanha, na margem oriental do rio Reno.

## História

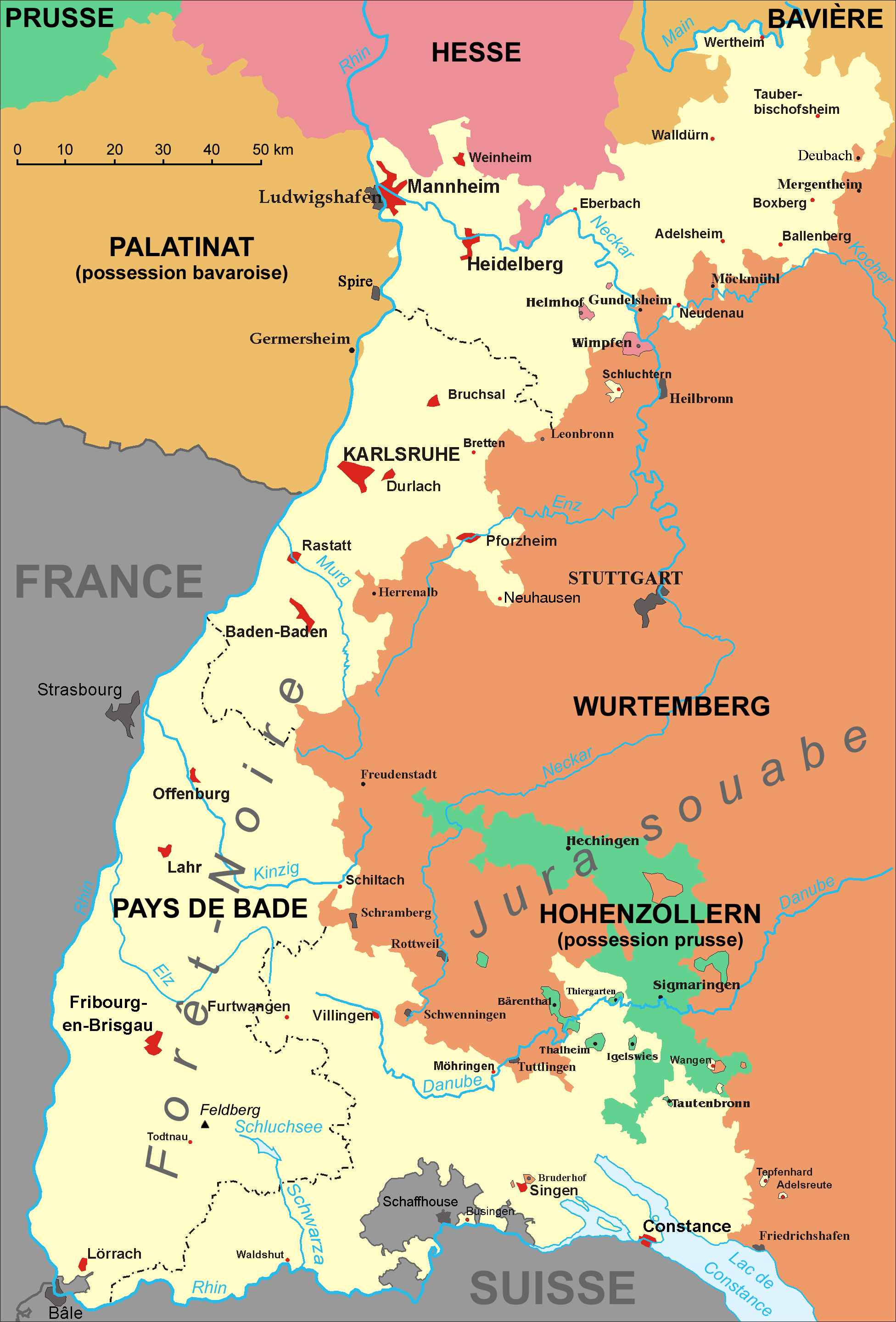
Baden, de 1806 até 1945.

Baden veio a existir no século XII, como a Marca de Baden, e subsequentemente se dividiu em diferentes partes, que foram unificadas em 1771. Tornou-se o grande grão-ducado de Baden, com a dissolução do Sacro Império Romano-Germânico, entre 1803 e 1806, e permaneceu um país soberano até se juntar ao Império Alemão em 1871, continuando como grão-ducado até 1918, quando se tornou parte da República de Weimar com o nome de República de Baden.
Baden foi delimitado ao norte pelo Reino da Baviera e pelo grão-ducado de Hesse-Darmstadt. O oeste era restringido pelo rio Reno, que o separava do Palatinado do Reno e da Alsácia na França moderna. Ao sul, Baden era delimitado pela Suíça e ao leste, pelo reino de Württemberg, pelo principado de Hohenzollern-Sigmaringen e parcialmente pela Baviera.
Após a Segunda Guerra Mundial, em 1945, o governo militar francês criou o estado de Baden (conhecido como Baden do Sul) através da metade sul do antigo Baden, com Friburgo como capital. A metade norte, combinada com o norte de Württemberg, formou parte da zona militar norte-americana e o estado de Württemberg-Baden. Em 1952, Baden (do Sul) uniu-se com Württemberg-Baden e Württemberg-Hohenzollern (a parte sul de Württemberg e o antigo enclave prussiano de Hohenzollern) para formar Baden-Württemberg. Essa foi a única fusão de estados que ocorreu na história da República Federal da Alemanha.